# Giulio Crimi
Giulio Crimi (Paternò, 10 maggio 1885 – Roma, 29 ottobre 1939) è stato un tenore italiano.

## Biografia
Studiò col maestro Matteo Adernò a Catania e debuttò il 30 novembre 1911 al "Bellini" di Catania in Cavalleria rusticana, mentre il debutto internazionale avvenne a Londra al Covent Garden nel 1914 nel ruolo di Avito ne L'amore dei tre re.
Fu il primo Paolo nella Francesca da Rimini a Torino nel 1914. Debuttò al Teatro Metropolitan di New York come Radames in Aida nel 1918 e vi ha cantò per quattro stagioni, interpretando i ruoli di Rodolfo (La bohème), Chenier (Andrea Chénier), Turiddu (Cavalleria rusticana), Canio (Pagliacci), Alfredo (La traviata), Milio (Zazà) e fu il primo interprete di Rinuccio (Gianni Schicchi) e Luigi (Il tabarro) in due delle tre opere del Trittico di Puccini, che debuttò al Metropolitan il 14 dicembre 1918.
Nel corso della sua collaborazione col teatro Metropolitan registrò la sua voce negli Stati Uniti su dischi Vocalion, realizzando tra il 1918 e il 1924 almeno 45 incisioni finora solo parzialmente ripubblicate in microsolco per le etichette RUBINI inglese e TIMA Club italiana.
Si esibì inoltre a Chicago, Buenos Aires, Milano e Roma, dove cantò al Teatro Colonna nelle stagioni 1916-21 e 1924 (interpretando tra l'altro Arrigo, Andrea Chénier, Radames, Canio, Rodolfo, Don Alvaro ne La forza del destino, Edgardo in Lucia di Lammermoor).
Apparve l'ultima volta sulla scena alla fine del 1927 in Francesca da Rimini al Teatro Carlo Felice di Genova. L'arresto della sua carriera fu molto brusco e avvenne proprio nel pieno della sua maturità artistica. A provocarlo fu forse proprio l'eccessiva generosità della sua voce, che l'aveva portato ai più clamorosi successi. La causa fisica fu invece un'emorragia all'occhio sinistro, provocata da ipertensione.
Stabilitosi a Roma, Crimi iniziò quindi l'attività di insegnante di canto. Tra i suoi allievi si ricordano Gino Del Signore e Tito Gobbi.
Morì il 29  ottobre 1939 a cinquantaquattro anni.
Giulio Crimi, pur non essendo fra i tenori più grandi della sua epoca (che vide la presenza di Caruso, a cui il tenore siciliano guardava come un modello), occupò un posto apprezzabile nel panorama lirico mondiale grazie ad una voce piena, bella e brillante e ad un canto caldo e comunicativo.

## Repertorio
| Ruolo                 | Titolo                  | Autore      |
| --------------------- | ----------------------- | ----------- |
| Don José              | Carmen                  | Bizet       |
| Faust                 | Mefistofele             | Boito       |
| Walter                | Loreley                 | Catalani    |
| Hagenbach             | La Wally                | Catalani    |
| Edgardo di Ravenswood | Lucia di Lammermoor     | Donizetti   |
| Andrea Chénier        | Andrea Chénier          | Giordano    |
| Canio                 | Pagliacci               | Leoncavallo |
| Milio                 | Zazà                    | Leoncavallo |
| Turiddu               | Cavalleria rusticana    | Mascagni    |
| Folco                 | Isabeau                 | Mascagni    |
| Araquil               | La Navarraise           | Massenet    |
| Raul de Nagis         | Gli ugonotti            | Meyerbeer   |
| Avito                 | L'amore dei tre re      | Montemezzi  |
| Enzo Grimaldo         | La Gioconda             | Ponchielli  |
| Des Grieux            | Manon Lescaut           | Puccini     |
| Rodolfo               | La bohème               | Puccini     |
| Mario Cavaradossi     | Tosca                   | Puccini     |
| B.F. Pinkerton        | Madama Butterfly        | Puccini     |
| Dick Johnson          | La fanciulla del West   | Puccini     |
| Luigi                 | Il tabarro              | Puccini     |
| Rinuccio              | Gianni Schicchi         | Puccini     |
| Arrigo                | La battaglia di Legnano | Verdi       |
| Manrico               | Il trovatore            | Verdi       |
| Alfredo Germont       | La traviata             | Verdi       |
| Don Alvaro            | La forza del destino    | Verdi       |
| Radamès               | Aida                    | Verdi       |
| Paolo Malatesta       | Francesca da Rimini     | Zandonai    |